# Ibrahim Shāh Safaví
Ibrahim Shāh (Ardebil, aprox. 1401 - Ardebil, 1447). Cuarto murshid o jeque de la tariqa Safaviyya, fue hijo y sucesor de Khoja Alā al-Dīn Ali Safawi y bisnieto del jeque Safi al-Dīn Ardabili, fundador de la mencionada cofradía sufí. Su madre era nieta del sultán yalaírida Shaikh Husayn Yalaír. Tenía un hermano menor, Jafar. Fue el bisabuelo del sha Ismail I, fundador del Imperio safávida.

## Biografía
Se sabe muy poco de su vida. Se cuenta que el jeque Ibrahim Shāh participó en 1440 en una incursión (yihad) contra Georgia, liderada por el bey Jahān Shāh, caudillo de la confederación tribal turcomana Kara Koyunlu. Aconsejados por Ibrahim Shāh, los georgianos se vieron obligados a pagar tributos y la jizya a los Kara Koyunlu.

## Familia
No se le conoce a Ibrahim Shāh, ni esposas, ni concubinas. Solo se conoce de un hijo, el cual sería su sucesor:
- Junāyd (aprox. 1429-1460).

## Muerte
El jeque Ibrahim Shāh murió en Ardebil, su ciudad natal, en 1447. Fue sepultado en el Santuario y tumba de Safí al-Din en esa misma ciudad. Tras su muerte su hermano Jafar y su hijo Junāyd se vieron implicados en una disputa sobre la sucesión de Ibrahim en el liderazgo tariqa Safaviyya.